# Equal Vision Records
Equal Vision Records es una discográfica con base en Albany, Nueva York y fundada en 1990 por Ray Cappo. En sus orígenes se especializó, casi exclusivamente, en trabajar con bandas hardcore punk relacionadas al movimiento krishnacore.
Ha trabajado con grupos de éxito dentro del panorama hardcore y del rock alternativo en términos generales, como Alexisonfire, Saves the Day, Circa Survive, Boysetsfire, Sick of It All, Armor for Sleep y Coheed and Cambria.

## Artistas actuales
| - As Cities Burn - Better Off - Brent Walsh - Brian Marquis - Calling All Captains - Coldfront - Crooks - Come and Rest - The Dear Hunter (Cave & Canary Goods) - Eisley - Envy On The Coast - Fairweather - Gameface - Gatherers - Gideon - Glass Cloud - Greyhaven - Hail the Sun - Hopesfall - Household - Heart of Gold - HRVRD - I the Mighty - Kaonashi | - Matt Pryor (EVR/Rory Records) - Merriment (EVR/Rory Records) - Museum Mouth (EVR/Rory Records) - Naive Thieves - Never Loved - Night Verses (Graphic Nature) - Northern Faces - Nova Charisma - Orbs - OWEL - Perma (EVR/Rory Records) - Picturesque - Polyphia - Pretty and Nice (EVR/Rory Records) - Rising Fawn (EVR/Rory Records) - Saves the Day (EVR/Rory Records) - Secret Space - Sleep On It - Upgrade HipHop - Vagrants - Vinnie Caruana - William Beckett - Wind in Sails - Young Culture |